# Paracalynda
Paracalynda is een geslacht van Phasmatodea uit de familie Diapheromeridae. De wetenschappelijke naam van dit geslacht is voor het eerst geldig gepubliceerd in 2001 door Zompro.

## Soorten
Het geslacht Paracalynda omvat de volgende soorten:
- Paracalynda picta (Brunner von Wattenwyl, 1907)
- Paracalynda utilaensis (Zompro, 1998)